# Kita-ku (Sakai)
Kita-ku (北区?) è uno dei sette quartieri amministrativi della città di Sakai, in Giappone.